# Почесний громадянин Хмельницького
Почесний громадянин Хмельницького — почесна звання, найвища відзнака громади міста Хмельницького. Присуджується з 1966 року. Згідно положення про звання «Почесний громадянин Хмельницької міської територіальної громади», воно присвоюється жителям Хмельницької міської територіальної громади, іншим громадянам України, іноземним громадянам (в тому числі посмертно), які мають видатні заслуги і внесли великий особистий внесок в розвиток Хмельницької міської територіальної громади, України і світу у практичне розв'язання питань соціально-економічного розвитку, вагомі досягнення у розвитку підприємництва, науки, освіти, культури, спорту, охорони здоров'я, будівництва та житлово-комунального господарства, благодійницької та громадської діяльності.

## Почесні громадяни
| Почесні громадяни міста Хмельницького | Почесні громадяни міста Хмельницького | Почесні громадяни міста Хмельницького | Почесні громадяни міста Хмельницького | Почесні громадяни міста Хмельницького                                                                            |
| ------------------------------------- | ------------------------------------- | ------------------------------------- | --- | --- |
| №:                                    | П. І. Б.                              | Роки життя                            | Діяльність | Дата присвоєння                                                                                                  |
| 1.                                    | Горбанчук Юхим Онуфрійович            | 05.03.1895 — 1966                     | український медик, заслужений лікар України, головний лікар Хмельницької обласної лікарні; учасник обох світових воєн | звання присвоєно рішенням 8-ї сесії Хмельницької міської Ради депутатів трудящих від 23 березня 1966 року.       |
| 2.                                    | Черно Пилип Олексійович               | 1899                                  | радянський державний і партійний діяч | звання присвоєно рішенням 12-ї сесії Хмельницької міської Ради депутатів трудящих від 2 грудня 1966 року.        |
| 3.                                    | Романенко Олександр Хомич             | 01.08.1901                            | за героїзм проявлений у боях за Берлін удостоєний звання Героя Радянського Союзу (27.06.1945 р.) | звання присвоєно рішенням 1-ї сесії Хмельницької міської Ради депутатів трудящих від 21 березня 1969 року.       |
| 4.                                    | Сілін Радомир Іванович                | 27.09.1931                            | вчений-технолог, професор Хмельницького Національного університету; заслужений працівник освіти, доктор технічних наук (1973); автор та співавтор понад 220 наукових праць | звання присвоєно рішенням 12-ї сесії Хмельницької міської ради № 9 від 28 грудня 1999 року.                      |
| 5.                                    | Олексієнко Борис Миколайович          | 02.04.1940                            | генерал-полковник (2000 р.), доктор військових наук (1996 р.), професор, академік Академії Педагогічних наук України, Заслужений працівник освіти України; начальник Інституту Прикордонних військ України (1993—96) | звання присвоєно рішенням 15-ї сесії Хмельницької міської ради № 22 від 21 червня 2000 року.                     |
| 6.                                    | Чекман Михайло Костянтинович          | 16.08.1946 — 21.07.2002               | Хмельницький міський голова (1990-2002); заслужений працівник соціальної сфери України. | звання присвоєно рішенням позачергової 4-ї сесії Хмельницької міської ради від 22 липня 2002 року (посмертно).   |
| 7.                                    | Шабатура Любов Адамівна               | 07.01.1948                            | здійснила вагомі обсяги робіт за роки трудової діяльності на різних посадах у Хмельницькому управлінні по будівництву, ремонту і експлуатації доріг, мала численні трудові відзнаки за тисячі побудованих та реконструйованих кілометрів доріг у місті Хмельницькому | звання присвоєно рішенням 14-ї сесії Хмельницької міської ради № 7 від 12 листопада 2003 року.                   |
| 8.                                    | Гаврик Юрій Олексійович               | 25.01.1929                            | перший секретар Хмельницького міськкому партії (1974—87); на цій відповідальній посаді брав безпосередню участь у будівництві заводів «Темп», «Нева», «Термопластавтомат», швейної та взуттєвої фабрик, реконструкції та розширенні заводів трансформаторних підстанцій, тракторних агрегатів, радіотехнічного, «Катіон». | звання присвоєно рішенням 14-ї сесії Хмельницької міської ради № 8 від 12 листопада 2003 року.                   |
| 9.                                    | Бухал Іван Васильович                 | 22.02.1939                            | начальник Хмельницького обкому профспілки працівників будівництва та промисловості будівельних матеріалів (1974—79), перший заступник Голови виконкому Хмельницької міської Ради народних депутатів; причетний до розбудови Хмельницького. | звання присвоєно рішенням 19-ї сесії Хмельницької міської ради № 36 від 18 листопада 2004 року.                  |
| 10.                                   | Корбут Анатолій Миколайович           | 23.07.1947                            | близько 40 років пропрацював на Хмельницькому заводі будівельних і залізобетонних конструкцій, з яких понад 25 — на посаді директора, Голови правління ВАТ «Хмельницькзалізобетон», провідного підприємства міста Хмельницького. | звання присвоєно рішенням 12-ї сесії Хмельницької міської ради № 1 від 26 червня 2007 року.                      |
| 11.                                   | Солтик Олександр Іванович             | 23.07.1947 — 25.03.2007               | директор Хмельницького комунального підприємства «Електротранс» (1984-2007). Висока професійна діяльність керівника Хмельницького тролейбусу дозволила перетворити підприємство у розвинуту конкурентну установу, провести його реконструкцію з впровадженням сучасних високоефективних технологій і зайняти провідне місце у комунальній галузі. | звання присвоєно рішенням 13-ї сесії Хмельницької міської ради № 3 від 22 серпня 2007 року (посмертно).          |
| 12.                                   | Атаманюк Григорій Сергійович          | 03.03.1926                            | радянський військовик часів Другої Світової війни | звання присвоєно рішенням 42-ї сесії Хмельницької міської ради № 4 від 17серпня 2014 року                        |
| 13.                                   | Шоханов Андрій Георгійович            | 25.6. 1914 -27.2. 2016                | Народився 25 червня 1914 року у місті Нижньодніпровську Новомосковського повіту Катеринославської губернії (нині Нижньодніпровськ включено до міста Дніпропетровська). З 1930 року по 1933 рік — учень школи фабрично заводського навчання, електрослюсар вагоноремонтного заводу. З 1933 року по 1939 рік навчався в Дніпропетровському металургійному інституті. Після закінчення інституту працював плавильним майстром заводу «Дніпроспецсталь» м. Запоріжжя. За часів радянсько — нымецької війни був пропагандистом госпіталю Південного фронту, перебував на посаді секретаря політвідділу Південного, Закавказького, Північно-Кавказького фронтів. У 1946 році працював старшим інженером Міністерства місцевої промисловості у місті Кишиневі. З 1946 року по 1951 рік призначався на посади інструктора, заступника секретаря, третього секретаря Кам'янець-Подільського міського комітету Комуністичної партії України. У період з 1951 року по 1953 рік працював другим секретарем Хмельницького міського комітету Комуністичної партії України. З 1953 року до 1956 року працював головою виконавчого комітету Хмельницької міської ради народних депутатів. З 1956 року по 1962 рік працював на посадах другого, першого секретаря Хмельницького міського комітету Комуністичної партії України. У 1962 році обраний секретарем Хмельницького обкому Комуністичної партії України. З 1963 року по 1964 рік голова облвиконкому (промислова Рада). Діяльність Шоханова А. Г. по розвитку соціально-економічної інфраструктури, будівництва та житлово-комунального господарства дозволила місту Хмельницькому в короткий термін перетворитись у розвинутий в економічному та соціальному відношенні обласний центр. При активній участі Шоханова А. Г. було здійснено будівництво взуттєвої та швейної фабрик, аеропорту, молокозаводу, маслосирбази, автобусного депо. Шоханов А. Г. був ініціатором, куратором газифікації та подальшої телефонізації міста Хмельницького. За часи роботи Шоханова А. Г. проводилося будівництво заводів, які мали оборонне значення, що сприяло зведенню навколо них житлово-комунальних масивів, об'єктів інфраструктури, що визначило нинішнє обличчя міста Хмельницького. Його особистою заслугою є відкриття загальнотехнічного факультету Львівського поліграфічного інституту, який згодом став першим у нашому місті вищим навчальним закладом (нині Хмельницький національний університет). | звання присвоєно рішенням сьомої сесії міської ради від 17.03.1999 року N26                                      |
| 14.                                   | Івах Дмитро Анатолійович              | 1 жовтня 1989 -18 січня 2015          | старший лейтенант Збройних сил України | звання присвоєно рішенням сесії міської ради 2015 року                                                           |
| 15.                                   | Суліма Анатолій Володимирович         | 2 червня 1976 -9 лютого 2015          | старший солдат Збройних сил України | звання присвоєно рішенням сесії міської ради 26.10.2016                                                          |
| 16.                                   | Дереш Валерій Костянтинович           | 3 травня 1982 -22 лютого 2015         | солдат Збройних сил України | звання присвоєно рішенням сесії міської ради                                                                     |
| 17.                                   | Барбалюк Віктор Денисович             | 28 березня 1935                       | Народився року в селі Червоногірка, Волочиського району, Хмельницької області. У 1954 році закінчив середню школу № 1 у місті Славуті. У 1958 році закінчив Львівський інститут фізичної культури і спорту і був направлений в місто Хмельницький у добровільне спортивне товариство «Авангард» на посаду тренера-викладача з греко-римської та вільної боротьби. З 1965 року працював директором дитячо-юнацької спортивної школи міського відділу освіти. З 1982 року по 1990 рік Барбалюк Віктор Денисович працював заступником Хмельницького міського голови. Депутат Хмельницької міської ради семи скликань у період з 1977 року по 1990 рік. Барбалюк В. Д. є Заслуженим працівником фізичної культури і спорту України, нагороджений орденом «Дружби народів», медаллю А. С. Макаренка, Почесними грамотами Міністерства освіти і науки України, Національного олімпійського комітету України, Хмельницької обласної державної адміністрації, Хмельницької обласної і міської рад, Почесною відзнакою Хмельницького міського голови, був визнаний «Людиною року» у номінації «Громадський діяч». | звання присвоєно рішенням восьмої сесії Хмельницької міської ради № 4 від 21.09.2016                             |
| 18.                                   | Петраківський Олександр Петрович      | 04.06.1988                            | Народився 4 червня 1988 року в м. Житомирі. Закінчив середню школу № 2 в м. Ізяслав Хмельницької області. Навчався на факультеті аеромобільних військ Академії сухопутних військ імені гетьмана Петра Сагайдачного. В період з 2 травня по 20 червня 2014 року командир роти 8-го полку спеціального призначення Олександр Петраківський виконував бойовізавдання в зоні проведення антитерористичної операції на території Донецької та Луганської областей, де отримав важке поранення. Майору Петраківському Олександру Петровичу за виняткову мужність, героїзм і незламність духу, виявлені у захисті державного суверенітету та територіальної цілісності України, присвоєно Звання Герой України з врученням ордена «Золота Зірка» (4 грудня 2014 року). | Звання присвоєно рішенням п'ятдесят другої сесії Хмельницької міської ради № 1 від 26 серпня 2015 року           |
| 19.                                   | Бабак Іван Іванович                   | 23.03.1923                            | Народився 23 березня 1923 року в с. В. Букрин Миронівського району Київської області. Пройшов усю радянсько-німецьку війну від курсанта до командира танкової роти. З 1965 по 1975 рік служив в місті Хмельницькому на посаді заступника командира 17 гвардійської мотострілецької дивізії з технічної частини. Ініціатор встановлення у місті танка-пам'ятника Т-34, що стоїть на перетині вулиць Кам'янецької-Сковороди. З кінця 1967 року по травень 1970 року брав участь в бойових діях на Близькому Сході. Більше 22 років займається громадською діяльністю та військово-патріотичним вихованням молоді, є членом правління міського товариства інвалідів ВВВ та Збройних сил, членом рад міської та обласної ветеранських організацій. Іван Бабак є автором книги спогадів, самобутнім художником. Почесний ветеран України, учасник бойових дій Великої Вітчизняної війни, нагороджений орденами «Вітчизняної війни» І ступеня, «Богдана Хмельницького» III ступеня, «Червоної Зірки», «Знак Пошани», медаллю «За бойові заслуги», «За відвагу», Почесною відзнакою Хмельницького міського голови, був визнаний «Людиною року» у номінації «Гордість краю». | Звання присвоєно рішенням п'ятдесят другої сесії Хмельницької міської ради № 1 від 26 серпня 2015 року           |
| 20.                                   | Шеремет Людмила Олександрівна         | 21.11.1942 — 22.02.2014               | Народилася 21 листопада 1942 року в м. Макіївка, Донецької області. До виходу на пенсію працювала лікарем-гінекологом у Хмельницькому міському перинатальному центрі. В лютому 2014 року Людмила Шеремет була смертельно поранена під стінами управління СБУ у Хмельницькому. За громадянську мужність, патріотизм, героїчне відстоювання конституційних засад демократії, прав і свобод людини, самовіддане служіння Українському народу, виявлені під час Революції гідності, Шеремет Людмилі Олександрівні присвоєно Звання Герой України з удостоєнням ордена «Золота Зірка» (21 листопада 2014 року, посмертно). В червні 2015 року нагороджена медаллю «За жертовність і любов до України» (посмертно). | Звання присвоєно рішенням п'ятдесят другої сесії № 1 від 26 серпня 2015 року                                     |
| 21.                                   | Мазур Артем Анатолійович              | 06.08.1987 — 03.03.2014               | Народився 6 серпня 1987 року в місті Хмельницькому. Закінчив технологічний багатопрофільний ліцей та вище професійне училище № 11 м. Хмельницького. Брав активну участь у громадському житті міста Хмельницького. В період акцій протесту в Україні в листопаді 2013 року — лютому 2014 року Мазур А. А. відстоював свою громадянську думку на Євромайдані в м. Києві. 18 лютого 2014 року був важко поранений під час сутичок в Маріїнському парку м. Києва. Помер від отриманого поранення 3 березня 2014 року. За громадянську мужність, патріотизм, героїчне відстоювання конституційних засад демократії, прав і свобод людини, самовіддане служіння Українському народу, виявлені під час Революції гідності, Мазуру Артему було присвоєно Звання Герой України з удостоєнням ордена «Золота Зірка» (21 листопада 2014 року, посмертно). В червні 2015 року нагороджений медаллю «За жертовність і любов до України» (посмертно). | Звання присвоєно рішенням п'ятдесят другої сесії Хмельницької міської ради № 1 від 26 серпня 2015 року           |
| 22.                                   | Мазур Микола Іванович                 | 02.01.1948 — 10.10.2015               | Народився 2 січня 1948 року у Кущівському зернорадгоспі, Кущівського району, Краснодарського краю Російської Федерації. У 1968 році закінчив Одеське державне художнє училище ім. М. Б. Грекова. Працював викладачем та директором Хмельницької дитячої художньої школи. З 2002 року призначений викладачем фахових дисциплін кафедри дизайну факультету технологій і дизайну Хмельницького національного університету. Мазур М. І., як художник-монументаліст, скульптор, живописець бере участь у виставках різних рівнів з 1972 року. Ним проведено більше 20-ти персональних художніх виставок. Він є членом Національної спілки художників України з 1987 року, а у 1992 році став головою правління Хмельницької обласної організації Національної спілки художників України. Мазур М. І. створив у місті Хмельницькому дитячі ігрові майданчики в парках ім. М.Чекмана та Т. Г. Шевченка, декоративні скульптури на площі Героїв Сталінграда. Він є автором високохудожніх творів, що прикрашають місто Хмельницький: пам'ятник вогнеборцям–чорнобильцям, пам'ятник воїнам-інтернаціоналістам, які загинули в локальних війнах, монумент репресованим «Ангел Скорботи», монументальна композиція «Віра. Надія. Любов», пам'ятник–погруддя В. М. Чорновола. За свою мистецьку діяльність та вагомий внесок у духовно-культурне життя Мазур Микола Іванович був нагороджений Орденом «За заслуги» ІІІ ступеня, знаком Почесної відзнаки «За заслуги перед Хмельниччиною», був визнаний «Людиною року» в номінації «Митець», в номінації «Духовність». | Звання присвоєно рішенням дев'ятнадцятої сесії Хмельницької міської ради № 4 від 19 серпня 2012 року.            |
| 23.                                   | Мацьоха Михайло Маркович              | 22.12.1942                            | Народився 22 грудня 1942 року у с. Терешівці, Хмельницького району, Хмельницької області. У 1977 році закінчив Київський інститут фізичної культури та спорту. Мацьоха М. М. працює тренером-викладачем з важкої атлетики Хмельницької ДЮСШ № 2 «Авангард» з 1971 року. В період 1988—1999 років був старшим тренером збірної команди України. З 2009 року працює зі збірною держави. За період роботи підготував Олімпійського чемпіона Тимура Таймазова, чемпіонів Європи та світу Дениса Готфріда, Ара Варданяна, Сергія Полтарацького. У даний час виконує обов'язки старшого тренера України, тренув кандидатів на участь в Олімпійських іграх в Лондоні Чекиду Юрія, Іванова Руслана та чемпіона Олімпійських іграх в Лондоні Торохтія Олексія. За вагомий внесок у спортивне життя Мацьоха М. М. в 2012 році отримав медаль Хмельницької обласної ради «За заслуги перед Хмельниччиною». | Звання присвоєно рішенням дев'ятнадцятої сесії Хмельницької міської ради № 3 від 19 серпня 2012 року             |
| 24.                                   | Нагорний Сергій Вікторович            | 08.12.1956                            | Народився 08 грудня 1956 року у місті Хмельницькому. Закінчив Хмельницьку середню школу № 16, вищу освіту здобув у Хмельницькому технологічному інституті побутового обслуговування. Успішно займався веслувальним спортом. У 1976 року був включений у склад збірної команди СРСР для участі у ХХ Олімпійських іграх у місті Монреаль, де він став Олімпійським чемпіоном. Сьогодні Нагорний Сергій Вікторович очолює Хмельницький міський осередок Хмельницького обласного відділення Міжнародної асоціації ветеранів фізичної культури і спорту, доклав чимало зусиль для популяризації та розвитку ветеранського спортивного руху як у місті, так і в області, сприяв відкриттю «Музею спортивної слави міста Хмельницького» та виготовленню Дошки пошани кращих тренерів і спортсменів. | Звання присвоєно рішенням дев'ятої сесії Хмельницька міська рада№ 5 від 10 серпня 2011 року.                     |
| 25.                                   | Швець Володимир Федорович             | 21.01.1951                            | Народився 21 січня 1951 року у селищі Колибань, Хмельницького району Хмельницької області. У 1979 році закінчив Вінницький політехнічний інститут. Працював на робітничих та інженерно-технічних посадах Хмельницького заводу трансформаторних підстанцій. З 01.08.2006 року призначений на посаду директора департаменту архітектури, містобудування та земельних ресурсів Хмельницької міської ради. З квітня 1990 року обирався депутатом міської ради протягом шести скликань. За цей час обирався головою постійних комісій з питань милосердя та соціального забезпечення, з питань приватизації та використання комунального майна, з питань містобудування, архітектури та землеустрою. Швець В. Ф. вперше в Україні розробив Статут територіальної громади міста, яким місто керується і сьогодні. За його ініціативи було прийнято ряд рішень міської ради, спрямованих на впорядкування земельних та будівельних відносин. Швець Володимир Федорович є автором багатьох ініціатив, які взяті за основу Закону України «Про засади державної регуляторної політики у сфері господарської діяльності», рішення Хмельницької міської ради «Про затвердження положення про порядок підготовки та визначення ефективності регуляторних актів Хмельницької міської ради та виконавчого комітету», Регламенту міської ради. За час роботи директором департаменту архітектури, містобудування та земельних ресурсів Хмельницької міської ради Швець В. Ф. забезпечив розробку та прийняття Генерального плану розвитку міста Хмельницького до 2031 року. За активну депутатську діяльність, вагомий внесок у розвиток місцевого самоврядування Швець В. Ф. нагороджувався грамотою Верховної Ради України, Почесною грамотою Кабінету Міністрів України, Почесними відзнаками Хмельницької міської ради ІІІ і ІІ ступенів та грамотами Хмельницької обласної державної адміністрації. | Звання присвоєно рішенням дев'ятої сесії Хмельницької міської ради № 4 від 10 серпня 2011 року.                  |
| 26.                                   | Гурєєв Юрій Іванович                  | 26.08.1935 —2008                      | Народився 26 серпня 1935 року в селищі Красний Октябрь, Єнакіївського району Донецької області. В 1960 році закінчив Кам'янець-Подільський педагогічний інститут. Працював на педагогічних посадах в освітніх закладах міста Кам'янця-Подільського. В 1964 році був прийнятий на роботу в Хмельницький палац творчості дітей та юнацтва. Загальний стаж роботи 54 роки. Заслужений вчитель України, протягом 44 років незмінний керівник, головний балетмейстер та засновник лауреата всеукраїнських та міжнародних фестивалів і конкурсів, Народного художнього колективу України ансамблю танцю «Подолянчик», створеного в 1964 році в Хмельницькому палаці творчості дітей та юнацтва. Ансамбль, який об'єднує близько 260 дітей від 6 до 17 років, під керівництвом Юрія Івановича здобув премії ЛКСМУ імені М. Островського (1974 р.), Всесоюзної піонерської організації (1990 р.), чисельні лауреатські звання всеукраїнських та міжнародних фестивалів і конкурсів, прославляючи рідне місто по всій Україні та далеко за її межами. Юрій Іванович створив понад 100 різнопланових робіт: героїчні композиції «Спогад», «Юні партизани», «Вони були першими», ліричні — «Червона калина», «Подільська веснянка», «Віночок», хореографічні роботи на основі фольклорного матеріалу — «Подолянчики», «На кузні», «Подільські рушники» та інші; великомасштабні полотна — «Квіти України», «Українська веселка», «На святі», «Під мирним небом». Всі його роботи відрізняє сюжетність та доступність. Хореограф поставив ряд тематичних програм — вистав: «Привіт тобі, прекрасна Батьківщино!», «Любіть Україну», «Хмельницька моя золота сторона», «Веселий калейдоскоп», «Вінок Кобзареві», які високо оцінені глядачами та пресою. Праця Ю. І. Гурєєва — подвижницька, його по праву називають одним із засновників української дитячої хореографії, дитячого танцю на Поділлі. Він ставив танці в кращих ансамблях України та зарубіжжя, а також у виставах професійних та аматорських театрів. З досвіду роботи Ю. І. Гурєєва вийшли такі друковані збірки: «Танцює Подолянчик» (1975 р., 1981 р.). Його хореографічні роботи увійшли у збірники «Сурмач», «Веселка», «Райдуга»; його розробки дитячого сценічного костюму — у книгу «Костюми до шкільного свята» (1985 р.); методичні матеріали Ю. І. Гурєєва — у збірник «Бесіди про танець» (1996 р.), а хореографічна сценка «На кузні», хореографії Юрія Івановича, увійшла до енциклопедичного видання «Українські народні танці» Академії наук України. У 1987 році Ю. І. Гурєєв заснував щорічний традиційний Всеукраїнський фестиваль «Зимові Візерунки», присвячений Дню Соборності України. За цей час у фестивалі продемонстрували свою майстерність кращі хореографічні колективи України та зарубіжжя. За високі досягнення та титанічну працю, вагомий внесок у розвиток національної хореографії Юрій Іванович Гурєєв став лауреатом премії імені Якова Гальчевського в номінації «Культурний діяч», був визнаний «Людиною року — 2004» м. Хмельницького в номінації «Митець», неодноразово нагороджений грамотами Міністерства освіти і науки України, обласних та міських управлінь освіти та культури, неодноразово був занесений на міську Дошку Пошани, у 70-80 роках — на Всесоюзну Дошку Пошани у Москві та Всеукраїнську — у Києві. За 44 роки через школу «Подолянчик» пройшло понад 5000 дітей, з ансамблю випустилось більше 1500 вихованців, близько 200 з них обрали хореографію своєю професією. Справу Юрія Івановича продовжують його випускники в мистецьких та освітніх закладах не тільки України, а й за її межами, прославляючи своєю майстерністю наше рідне місто Хмельницький. | Звання присвоєно посмертнорішенням тридцять восьмої сесії Хмельницької міської ради № 4 від 8 вересня 2010 року. |
| 27.                                   | Белаш Олена Леонідівна                | * 1938                                | вчителька, відмінник освіти України, заслужений вчитель України | |
| 28.                                   | Царькова Дагмара Вільгельмівна        | (1932—2013)                           | лікар вищої категорії, заслужений лікар України, ветеран праці, в 1963—1991 роках — депутат Хмельницької міської ради. | 2009 |
| 29.                                   | Якобчук Роман Іванович                | (1982—2015)                           | захисник України | 2016 |
| 30.                                   | Роземборський Олександр Євгенович     | (1967—2015)                           | захисник України | жовтень 2016 |
| 31.                                   | Мельник Іван Олександрович            | (1994—2017)                           | захисник України | 20 вересня 2017 року                                                                                             |
| 32.                                   | Остапчук Сергій Васильович            | (1970—2018)                           | захисник України | 28 вересня 2018 року                                                                                             |
| 33.                                   | Мельник Іван Іванович                 | (1978—2018)                           | захисник України | 28 вересня 2018 року                                                                                             |
| 34.                                   | Коваль Володимир Валентинович         | (1967—2019)                           | захисник України | 26 вересня 2019 року                                                                                             |
| 35.                                   | Кондратюк Максим Володимирович        | (1993—2019)                           | захисник України | 26 вересня 2019 року                                                                                             |
| 36.                                   | Дияк Павло Станіславович              | (1970—2014)                           | захисник України | |
| 37.                                   | Саліпа Сергій Дмитрович               | (1986—2014)                           | захисник України | Рішення дев'ятої сесії Хмельницької міської ради № 3 від 26 жовтня 2016 року (посмертно)                         |